# Wietzendorf
Wietzendorf è un comune di 4 102 abitanti della Bassa Sassonia, in Germania.

Appartiene al circondario dell'Heide (targa HK).

## Storia
A poca distanza dall'abitato si trovava il campo di concentramento nazista Oflag 83.
Nel 1943, dopo l'armistizio dell'8 settembre, viene internato come prigioniero nel lager anche il professore italiano Matteo Fantasia, e tale esperienza sarà raccontata e pubblicata nei suoi "Racconti della prigionia". Anche Gianrico Tedeschi vi venne internato.
Nello stesso periodo, venne internato in questo campo anche l'Ufficiale di fanteria Torquato Fantini, poeta ed autore italiano.
Fu avviato al campo di Wietzendorf anche lo scrittore Andrea Giovene che ha ricostruito la storia di quei momenti nel testo "FATTI di Grecia di Polonia e di Germania, 1943-45".
Il 20 aprile 1944 viene internato anche il tenente Gaetano de Feo (Oflag 83).
Nel dopoguerra, a metà strada verso il villaggio di Becklingen, venne costruito un cimitero di guerra per i militari alleati.

## Geografia antropica

### Suddivisioni amministrative
Il territorio comunale comprende le frazioni di Bockel, Marbostel, Meinholz, Reddingen e Suroide.